# Woiwodschaft Ermland-Masuren
Die Woiwodschaft Ermland-Masuren (polnisch województwo warmińsko-mazurskie) mit der Hauptstadt Olsztyn (Allenstein) ist eine der 16 Woiwodschaften der Republik Polen und umfasst den nordöstlichen Teil des Landes. 
Sie grenzt von Nordwest nach Nordost an die Woiwodschaften Pommern, Kujawien-Pommern, Masowien und Podlachien, in einem Vierländereck an Litauen und im Norden an die russische Exklave der Oblast Kaliningrad sowie an einen kurzen Küstenabschnitt des Frischen Haffs.
Namensgebend für die Woiwodschaft sind die Regionen Ermland (Warmia), die nordwestliche Teile der Woiwodschaft umfasst sowie Masuren (Mazury) im Osten und Süden der Woiwodschaft. Hier befindet sich mit der Masurischen Seenplatte auch eine wichtige touristische Region innerhalb Polens, in der sich die größten Seen des Landes befinden. Der südwestliche Teil der Woiwodschaft wird historisch als Oberland (Prusy Górne) bezeichnet. Ganz im Nordwesten hat die Woiwodschaft außerdem Anteile an der Region Żuławy Wiślane bzw. dem Großen Werder, dem Gebiet des Weichsel-Nogat-Deltas.

## Geschichte
Die Woiwodschaft Ermland-Masuren wurde im Zuge der polnischen Gebietsreform von 1999 im Wesentlichen aus den vormaligen Woiwodschaften Olsztyn (Allenstein), Suwałki und Elbląg (Elbing) gebildet. Einzelne Gemeinden gehörten zudem vorher den Woiwodschaften Ciechanów, Ostrołęka und Toruń (Thorn) an.
Historisch gesehen umfasst die heutige Woiwodschaft vorwiegend den südlichen Teil des ehemaligen Ostpreußens, wobei einzelne Teile ganz im Südwesten vor 1945 zum benachbarten Westpreußen gehörten.

## Wappen
Beschreibung: In Rot ein goldgeständerter, goldgekrönter und goldbewehrter silberner Adler mit goldenem Kleestängel über einem rot blutenden silbernen Agnus Dei mit goldenem Kelch unter dem Bauch neben einem goldgeständerten, goldbewehrten schwarzen Adler mit goldenem Kleestängel und einer goldgekrönter goldener Majuskel-S. Mit schwarzem Faden ist die Teilung und die untere Spaltung sichtbar.
Symbolik: Das Wappen der Woiwodschaft ist dreigeteilt. Die obere Hälfte enthält einen weißen, goldgekrönten Adler, als Symbol Polens. Im unteren Feld vorne ist ein weißes, heraldisch silbernes Gotteslamm mit goldenem Heiligenschein, Blutungen, goldenem Kelch und einer goldenen Stange mit Kreuz und Fahne zu sehen. Dieses Feld stellt das Wappen des Fürstbistums Ermland dar, welches zwischen 1466 und 1772 weitgehende Selbständigkeit unter polnischer Hoheit genoss. Das hintere Drittel unten enthält einen schwarzen Adler mit goldener Krone auf dem Hals und dem Buchstaben S auf der Brust. Der Adler entspricht dem preußischen Adler, allerdings steht das große S für Sigismund I., den Alten, der ab 1506 König von Polen und ab 1525 Suzerän des Herzogtums Preußen war. Dieses Feld entspricht also mit Ausnahme der Feldfarbe der ersten Version des Wappens des Herzogtums Preußen. Somit sind Hinweise auf die politische Vergangenheit der Region als Fürstbistum Ermland, preußisches Gebiet und die aktuelle polnische Zugehörigkeit enthalten. Die Hinweise auf die Vergangenheit betonen die historischen und politischen Abhängigkeiten von Polen. Das von Paul Dudzinski gestaltete Wappen wurde durch einen Beschluss der Regionalversammlung vom 6. August 2002 offiziell.

## Verwaltungsgliederung
Die Woiwodschaft Ermland-Masuren ist in 19 Landkreise und zwei kreisfreie Städte unterteilt. Sie bilden zwar unter ihrem Namen ebenfalls einen Landkreis, gehören ihm aber selbst nicht an.

### Kreisfreie Städte
1. Elbląg (Elbing) 118.582; 80 km²
2. Olsztyn (Allenstein) 171.249; 88 km²

### Landkreise
1. Bartoszyce (Bartenstein) 56.562; 1.307 km²
2. Braniewo (Braunsberg) 40.776; 1.204 km²
3. Działdowo (Soldau) 64.768; 953 km²
4. Elbląg (Elbing) 56.986; 1.416 km²
5. Ełk (Lyck) 91.395; 1.112 km²
6. Giżycko (Lötzen) 56.227; 1.119 km²
7. Gołdap (Goldap) 26.489; 772 km²
8. Iława (Deutsch Eylau) 92.644; 1.385 km²
9. Kętrzyn (Rastenburg) 61.772; 1.213 km²
10. Lidzbark Warmiński (Heilsberg) 40.852; 924 km²
11. Mrągowo (Sensburg) 49.439; 1.065 km²
12. Nidzica (Neidenburg) 32.638; 961 km²
13. Nowe Miasto Lubawskie (Neumark) 43.721; 695 km²
14. Olecko (Marggrabowa/Treuburg) 33.993; 874 km²
15. Olsztyn (Allenstein) 127.544; 2.838 km²
16. Ostróda (Osterode) 103.492; 1.766 km²
17. Pisz (Johannisburg) 55.833; 1.776 km²
18. Szczytno (Ortelsburg) 69.089; 1.933 km²
19. Węgorzewo (Angerburg) 22.444; 693 km²

(Einwohner und Fläche am 31. Dezember 2020)
| Landkreise        | Größte            | Kleinste           |
| ----------------- | ----------------- | ------------------ |
| flächenmäßig      | Powiat Olsztyński | Powiat Węgorzewski |
| bevölkerungsmäßig | Powiat Olsztyński | Powiat Węgorzewski |

## Geographie
Weite Teile der dünnbesiedelten Landschaft sind durch die Masurische Seenplatte geprägt, die unter anderem für den Tourismus Bedeutung hat.
Ein Drittel des Gebietes ist von Wäldern bedeckt. Große Teile des Bodens gehören zu den Bodenklassen 4 und 5. Als Rohstoffe sind Sand und Kies für das Bauwesen und Lehm, Torf und Ton für die keramische Industrie interessant.

### Klima
Ermland-Masuren liegt in der Übergangszone von Kontinentalklima zu Ozeanischem Klima. Die Jahresmitteltemperatur liegt zwischen 7 und 7,5 °C. Die mittlere Temperatur liegt im Januar bei −2,5 bis −3,5 °C. Die jährliche durchschnittliche Niederschlagsmenge beträgt 600 mm, wobei Juli und August die häufigsten Niederschläge, Februar und Mai die wenigsten aufweisen.

### Naturschutzgebiete
- Landschaftsschutzpark Brodnica (Brodnicki Park Krajobrazowy)
- Landschaftsschutzpark Eylauer Seenplatte (Park Krajobrazowy Pojezierza Iławskiego)
- Landschaftsschutzpark Rominter Heide (Park Krajobrazowy Puszczy Rominckiej)
- Landschaftsschutzpark Elbinger Höhe (Park Krajobrazowy Wysoczyzny Elbląskiej)
- Górznieńsko-Lidzbarski Park Krajobrazowy
- Mazurski Park Krajobrazowy
- Park Krajobrazowy Wzgórz Dylewskich
- Welski Park Krajobrazowy

### Nachbarwoiwodschaften
|                               | Oblast Kaliningrad Russland | Bezirk Marijampolė Litauen |
| Woiwodschaft Pommern          |                             | Woiwodschaft Podlachien    |
| Woiwodschaft Kujawien-Pommern | Woiwodschaft Masowien       |                            |

## Bevölkerung
Am 31. Dezember 2019 waren 1.422.737 Einwohner in der Woiwodschaft Ermland-Masuren gemeldet, davon sind 695.909 Männer (48,91 %) und 726.828 Frauen (51,09 %). Rund 59 Prozent der Bevölkerung lebt in Städten.
Gemeinsam mit der benachbarten Woiwodschaft Podlachien ist Ermland-Masuren die am dünnsten besiedelte Region Polens. Die Bevölkerungsdichte beträgt 59 Einwohner pro Quadratkilometer und ist damit nicht einmal halb so hoch wie im landesweiten Durchschnitt. Besonders niedrig ist die Bevölkerungsdichte in den Landkreisen Nidzica, Węgorzewo sowie Pisz mit jeweils unter 35 Einwohnern pro Quadratkilometern.
Die – nach der Vertreibung der Deutschen – dort seit 1945 lebende Bevölkerung besteht zum größten Teil aus den Nachfahren der in der Region angesiedelten Polen aus Zentral- und Ostpolen. Daneben lebt noch eine größere Gruppe von Ukrainern in der Woiwodschaft. Ein kleiner Teil der Bevölkerung gehört außerdem der deutschen oder der masurischen Minderheit an.
In der Woiwodschaft werden verschiedene Dialekte des Polnischen gesprochen. Im Süden ist der Masowische Dialekt (dialekt mazowiecki) verbreitet. Im Norden der Woiwodschaft haben sich auf dem Gebiet der ehemals preußischen Provinz Westpreußen unter den polnischen zugezogenen Siedlern ab 1945 Mischdialekte (dialekty mieszane) ausgeprägt.

### Bevölkerungsentwicklung
Die Bevölkerungszahl der Woiwodschaft Ermland-Masuren bewegt sich seit vielen Jahren auf einem relativ stabilen Niveau von rund 1,4 Millionen Einwohnern. Zuletzt war nach einer kurzzeitigen Bevölkerungszunahme wieder eine rückläufige Entwicklung zu verzeichnen.
| Jahr | Einwohnerzahl |
| ---- | ------------- |
| 1995 | 1.452.423     |
| 2000 | 1.427.508     |
| 2005 | 1.428.601     |
| 2010 | 1.427.241     |
| 2015 | 1.439.675     |
| 2019 | 1.422.737     |

### Lebenserwartung
Im Jahr 2019 betrug die durchschnittliche Lebenserwartung in der Woiwodschaft Ermland-Masuren bei Männern 73,8 Jahre und bei Frauen 81,2 Jahre.

### Größte Städte
Die Provinzhauptstadt Olsztyn ist mit über 170.000 Einwohnern die größte Stadt der Woiwodschaft Ermland-Masuren. Die einzige weitere Großstadt mit rund 120.000 Einwohnern ist Elbląg.
| Stadt      | Deutscher Name | Einwohner 31. Dezember 2020 |
| ---------- | -------------- | --------------------------- |
| Olsztyn    | Allenstein     | 171.249                     |
| Elbląg     | Elbing         | 118.582                     |
| Ełk        | Lyck           | 61.903                      |
| Iława      | Deutsch Eylau  | 33.206                      |
| Ostróda    | Osterode       | 32.714                      |
| Giżycko    | Lötzen         | 28.964                      |
| Kętrzyn    | Rastenburg     | 26.788                      |
| Bartoszyce | Bartenstein    | 22.984                      |
| Szczytno   | Ortelsburg     | 22.813                      |
| Mrągowo    | Sensburg       | 21.302                      |
| Działdowo  | Soldau         | 21.145                      |
| Pisz       | Johannisburg   | 19.029                      |

## Wirtschaft

### Wirtschaftsleistung
Im Vergleich mit dem BIP der EU ausgedrückt in Kaufkraftstandards erreichte die Woiwodschaft 2018 einen Index von 49 (EU-28 = 100). Damit zählt Ermland-Masuren zu den strukturschwächsten Regionen Polens.

### Arbeitslosigkeit
Die Arbeitslosenquote lag 2005 bei 20,4 %. Im Dezember 2009 lag sie fast unverändert bei 20,2 Prozent, was 109.200 Personen entsprach.
In den folgenden Jahren halbierte sich die Quote und lag im Dezember 2018 bei 11,4 Prozent, was 53.141 Personen entsprach. Damit ist die Woiwodschaft Ermland-Masuren aber nach wie vor die Woiwodschaft mit der höchsten Arbeitslosenquote, die hier mehr als doppelt so hoch liegt wie im Landesdurchschnitt.

### Humanentwicklung
Mit einem Wert von 0,848 erreicht Ermland-Masuren den letzten Platz unter den 16 Woiwodschaften Polens im Index der menschlichen Entwicklung.

## Infrastruktur
Das befestigte Straßennetz der Region hatte im Jahr 2019 eine Gesamtlänge von rund 14.005 Kilometern, davon entfielen 241 Kilometer auf Schnellstraßen.
Darüber hinaus existierten in der Woiwodschaft Ermland-Masuren im Jahr 2019 ausgebaute Radwege auf einer Länge von 634 Kilometern.
Das Eisenbahnnetz der Region hatte im Jahr 2019 eine Gesamtlänge von insgesamt 1.138 Kilometern, wovon 492 Kilometer elektrifiziert sind.